# Furiani
Furiani je naselje in občina v francoskem departmaju Haute-Corse regije - otoka Korzika. Leta 2007 je naselje imelo 4.677 prebivalcev.

## Geografija
Kraj leži na severovzhodni strani otoka Korzike 9.5 km jugozahodno od središča Bastie.

## Uprava
Občina Furiani skupaj z južno mestno četrtjo Montésoro sestavlja kanton Furiani-Montésoro oz. Bastia-6; slednji se nahaja v okrožju Bastia.

## Zanimivosti
- Na ozemlju občine se nahaja del naravnega rezervata l'Étang de Biguglia.